# Понемонь (Новогрудский район)
Понемонь (бел. Панямо́нь) — деревня в Новогрудском районе Гродненской области Беларуси. В составе Щорсовского сельсовета.

## География
Расположена в 36 км от Новогрудка, 4 км от Щорсы.
Ближайшие населённые пункты Вирище, Жуки, Навашино, Остухово (Кореличский район), Щорсы (Новогрудский район) и др.

### Гидрография
Деревня располагается на реках Неман и Сервичь.

### Физико-географическая характеристика
Деревня находится на Восточно-Европейской равнине, на Белорусской гряде, Новогрудская возвышенность. 
Вокруг деревни смешанный лес (Налибокская пуща) и поля, где прорастает множество видов растений.

## Население

### Численность
- 2009 год — 83 человек

### Динамика
- 1999 год — 117 человек (перепись населения)
- 2008 год — 70 человек, 47 дворов
- 2009 год — 83 человек (перепись населения)[3]

## Инфраструктура
Имеются фрагменты электростанции "Будынак", построенной в 1954 году. Её строили для обеспечивания электроэнергией колхоза "Звезда" и 5 окружных деревень.
Функционировали школа, клуб, библиотека, магазин, баня.